# MONUC
Мисията на ООН за стабилизиране в Демократична република Конго (на френски: Mission de l'Organisation des Nations Unies pour la stabilisation en République démocratique du Congo, MONUSCO) е мироопазваща сила на ООН в Демократична република Конго, създадена с резолюции 1279 (1999 г.) и 1291 (2000 г.) на Съвета за сигурност на ООН, с цел наблюдение на мирния процес след приключването на Втората война в Конго, като впоследствие се фокусира върху конфликта в Итури, конфликта в Киву и конфликта в Донго.

## Cъздаване
След геноцида в Руанда през 1994 г. и създаването на новото правителство там, около 1,2 милиона руандийски хуту бягат в съседните региони на Киву, които се намират в източната част на Демократична република Конго (ДРК), бивш Заир. Това е район населен от етнически тутси и други етнически групи. През 1996 г. започва бунт между силите, водени от Лоран-Дезире Кабила и армията на президента Мобуту Сесе Секо. Бойците на Кабила, подпомагани от Руанда и Уганда, превземат столицата Киншаса през 1997 г. и преименуват страната на Демократична република Конго (ДРК).
През 1998 г. в регионите около Киву започва бунт срещу правителството на Кабила. В рамките на няколко седмици, бунтовниците превземат големи райони на страната. Ангола, Чад, Намибия и Зимбабве обещават на президента Кабила военна подкрепа, но бунтовниците овладяват източните райони. Руанда и Уганда подкрепят бунтовническото движение, наречено „Конгоанско рали за демокрация“ (RCD). Съветът за сигурност призовава за прекратяване на огъня и изтегляне на чуждестранните сили, а също и държавите да не се намесват във вътрешните работи на страната.
След подписването на споразумението за прекратяване на огъня в Лусака през юли 1999 г. между Демократична Република Конго (ДРК) и нейни пет съседни държави (Ангола, Намибия, Руанда, Уганда и Зимбабве), съветът за сигурност към ООН създава своя мисия в Демократична Република Конго, наречена MONUC (United Nations Organization Mission in the Democratic Republic of the Congo, на български: Мисия на Организацията на обединените нации в Демократична република Конго). Тя е създадена според резолюция 1279 на Съвета от 30 ноември 1999 г. Първоначалната задача е да се наблюдава дали се спазва прекратяването на огъня и оттеглянето на силите и да се поддържат контакти с всички страни по споразумението за примирие. По-късно след поредица от резолюции, Съветът разширява мандата на MONUC да надзирава за прилагането на споразумението за примирие, както и за много допълнителни задачи.
Първите в страната свободни и честни избори след 46 години са проведени на 30 юли 2006 г. Избирани са 500 членове на Народното събрание. На президентските избори на 29 октомври за президент е избран Жозеф Кабила (син на Лоран-Дезире Кабила, който е убит през 2001 г.). Целият изборен процес представлява един от най-сложните избори, които ООН някога помага да се организират.
След изборите MONUC продължава да изпълнява множество политически и военни задачи, като следи и за спазването на закона. MONUC също така се опитва да разреши продължаващите конфликти в редица региони на ДРК.
На 1 юли 2010 г. Съвета за сигурност приема резолюция 1925, като преименува MONUC. Новото наименование на мисията е MONUSCO (United Nations Organization Stabilization Mission in the Democratic Republic of the Congo, на български: Стабилизационна мисия на Организацията на обединените нации в Демократична република Конго), а целта на промяната е да отрази новия етап, който е достигнат в страната.
Новата мисия получава разрешение да използват всички необходими средства, за да изпълни мандата си, свързан с редица неща, сред които защита на цивилното население, защита на хуманитарните работници и защитници на човешките права при непосредствена заплаха от физическо насилие, както и да подкрепя правителството на ДРК в своите усилия за прилагането на мир и стабилност.
Съветът определя, че MONUSCO ще включва не повече от 19 815 военнослужещи, 760 военни наблюдатели, 391 полицаи и 1050 членове на полицейските звена. Бъдещите промени на MONUSCO ще се определят според променящата се ситуация, включително приключването на продължаващите военни операции в Северно и Южно Киву, както и в провинция Ориентале, подобрена способност на правителството да защити населението ефективно, както и за укрепването на държавната власт на цялата територия.

## Факти
- мисия MONUC: продължителност от 30 ноември 1999 до 30 юни 2010 г.
- мисия MONUSCO: продължителност от 1 юли 2010 г.
- Общо разходи: 8,73 милиарда щатски долара.
- Общо смъртни случаи: 161.
- Първоначално разрешение на Съвета за Сигурност: Резолюция 1291 от 24 февруари 2000, включваща 5537 войници и 500 военни наблюдатели.
- Второ разрешение на Съвета за Сигурност: Резолюция 1856 от 31 юли 2007, включваща 22 016 униформени служители, 19 815 военнослужещи, 760 военни наблюдатели, 391 полицаи и 1050 служители на сформирани полицейски звена.
- Промени от 30 юни 2010: 20 586 униформени служители, 18 653 войници, 704 военни наблюдатели, 1229 полицаи, 973 международни цивилни служители, 2783 местни цивилни служители и 641 доброволци на ООН. В мисиите участват хора от множество страни от целия свят.